# 伍德灣
伍德灣是南極洲的海灣，位於維多利亞地的博克格雷溫克海岸，北面是約翰遜角，南面是華盛頓角，在1841年被英國探險家詹姆斯·克拉克·羅斯發現。
74°13′S 165°30′E / 74.217°S 165.500°E